# Caupolicana elegans
Espèce
Synonymes
Zikanapis elegans (Timberlake, 1965)
Caupolicana elegans est une espèce d'insectes hyménoptères de la super-famille des Apoidea (abeilles), de la famille des Colletidae, de la sous-famille des Diphaglossinae et de la tribu des Caupolicanini.
Elle est trouvée au Mexique et en Arizona, aux États-Unis.